# Шеггі (зачіска)

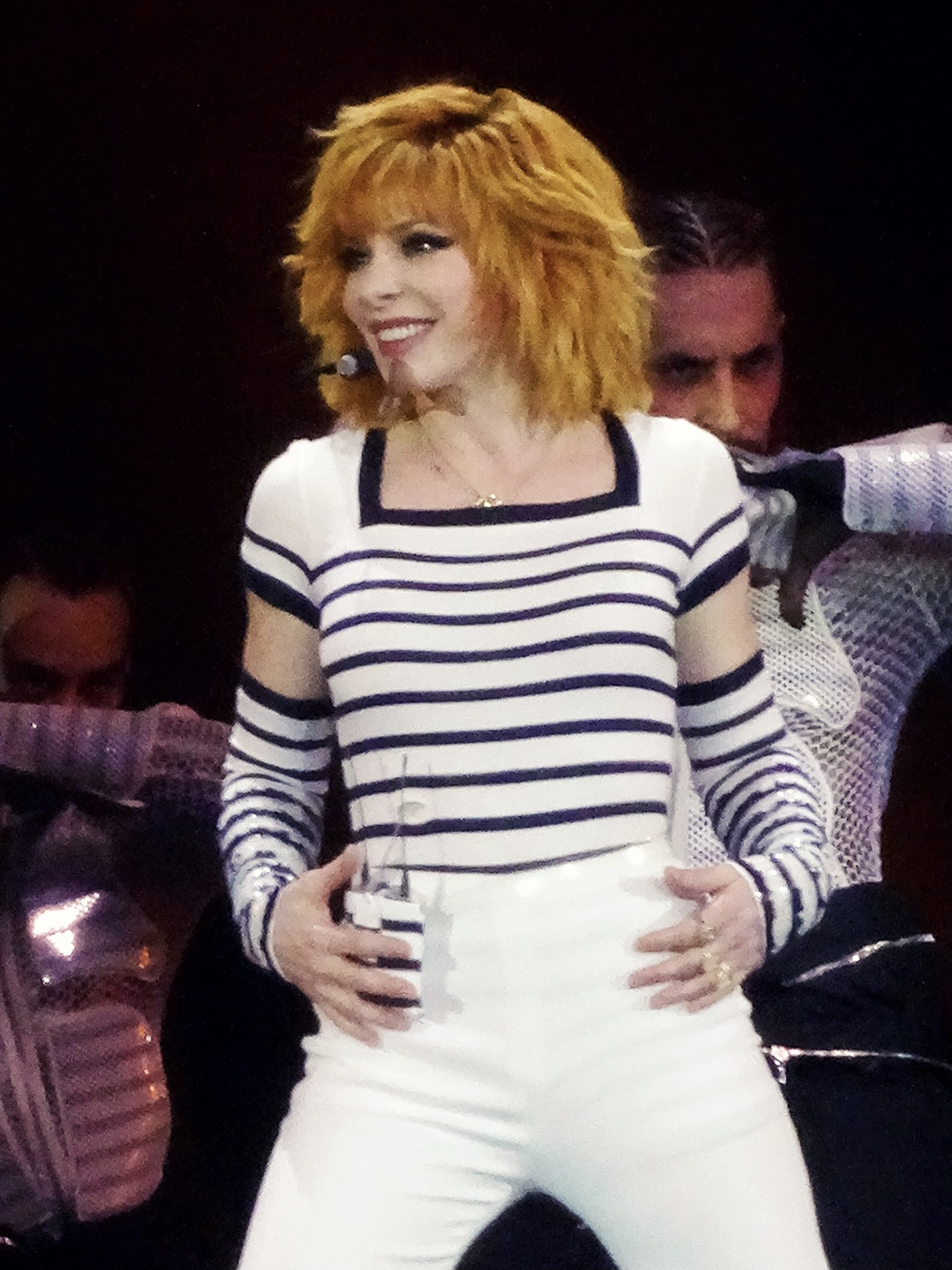
Мілен Фармер з зачіскою шеггі

Шеггі  (англ. shaggy - лахматий) - зачіска з в'юнкого волосся приблизно до плечей. Прядки волосся завиті в довільних напрямках, що додає зачісці хаотичності і стилістичної неохайності. Класичний шеггі передбачає поєднання вдаваної хаотичності і неохайності з досить правильною напівкруглою геометрією всієї зачіски, що утворює умовний німб навколо голови.
Зачіска погодить від зачісок британських безхатьків, саме на основі їх зачісок в 1970-х стилісти створили шеггі, назвавши її від англійського слова "shaggy". Саме це додає зачісці неформального бунтарського підтексту, який дуже цінується сучасними стилістами.
Оригінальний образ зачіски шеггі створюється він за рахунок об'ємної маківки і рваних прядок, хаотично складених на голові. Зачіска шеггі дуже додає волоссю об'єму тому її рекомендують людям з тонким волоссям.
Шеггі не вимагає багато часу на укладання. За нею не потрібно особливого догляду, проте для збереження форми бажано підстригатися з інтервалом до восьми тижнів.